# اردوگاه پناهندگان نصیرات
اردوگاه نصیرات (عربی: مخیّم النصیرات‎) یک اردوگاه پناهندگان فلسطینی است که در وسط نوار غزه، پنج کیلومتری شمال شرقی دیرالبلح واقع شده است. این اردوگاه پناهندگان در استان دیرالبلح، نوار غزه قرار دارد. طبق گزارش دفتر مرکزی آمار فلسطین، این اردوگاه پناهندگان در سال ۲۰۱۷، ۳۱٬۷۴۷ نفر جمعیت داشت و جمعیت شهرداری نصیرات در اطراف آن، ۵۴٬۸۵۱ نفر بود. این اردوگاه پس از اخراج فلسطینی‌ها در سال ۱۹۴۸ در جریان جنگ فلسطین تأسیس شد.

## تاریخچه

### تاریخ باستان
اردوگاه نصیرات به نام قبیله محلی نصیرات، بخشی از کنفدراسیون بزرگتر حناجیرا، نامگذاری شده است که از نظر تاریخی بر منطقه بین دیر البلح و غزه تسلط داشتند. کاوش‌های انجام شده در این منطقه، بقایای یک معبد بزرگ، شامل کلیسایی با سردابه، حمام و یک آسایشگاه را آشکار کرده است که یادآور صومعه مارتیریوس در معاله آدومیم است. این ضلع به‌طور آزمایشی به عنوان ضلع صومعه سریدس شناسایی شده است.

### منشأ اردوگاه پناهندگان
این اردوگاه پس از اخراج فلسطینی‌ها در سال ۱۹۴۸ در جریان جنگ فلسطین تأسیس شد. بیشتر پناهندگان این اردوگاه از مناطق جنوبی فلسطین مانند بئرشبع و دشت ساحلی آمده بودند. پیش از تأسیس اردوگاه توسط اونروا، تقریباً ۱۶۰۰۰ پناهنده اولیه در محوطه یک زندان نظامی سابق بریتانیا در این مکان ساکن شدند.

### دهه ۲۰۰۰
در مه ۲۰۱۸، مسجدی به نام مسجد بزرگ نصیرات توسط محمد العمادی، سفیر قطر در غزه، افتتاح شد.

#### جنگ غزه

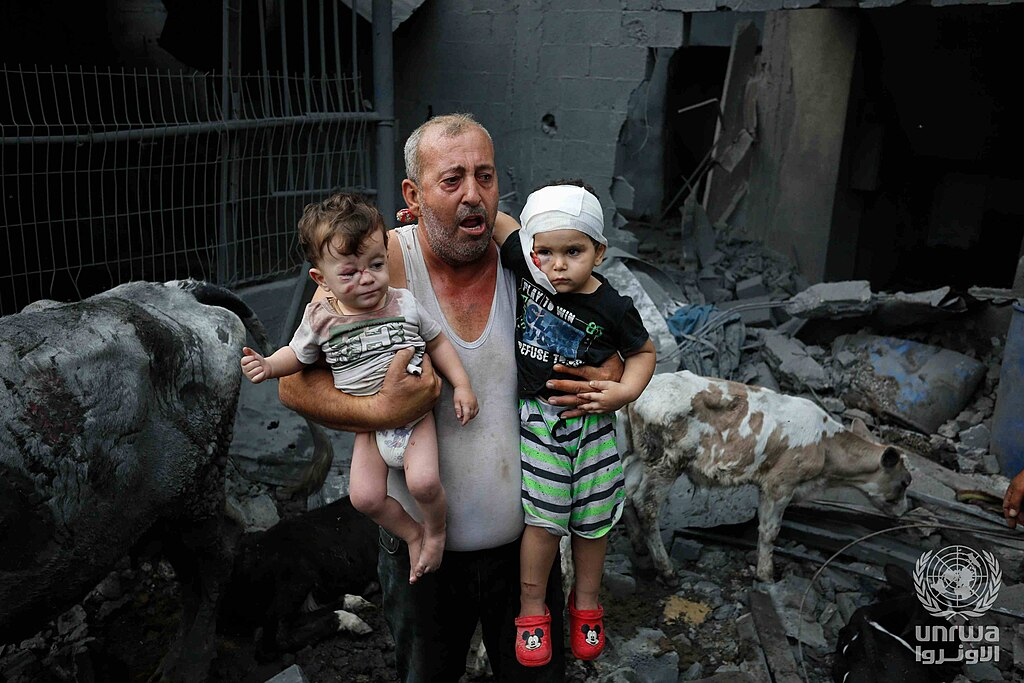
یکی از ساکنان اردوگاه، نوه‌هایش را که در بمباران اسرائیل زخمی شده‌اند، حمل می‌کند. ۲۹ اکتبر ۲۰۲۳

اردوگاه پناهندگان نصیرات از زمان آغاز جنگ غزه بارها بمباران شده است. در ۱۸ اکتبر ۲۰۲۳، مسجد جامع نصیرات توسط حملات هوایی اسرائیل بمباران و ویران شد، متعاقباً این حملات ادامه یافت و بیش از صد قربانی بر جای گذاشت.
در ۸ ژوئن ۲۰۲۴، نیروهای دفاعی اسرائیل و یامام طی یک عملیات نجات، چهار گروگان اسرائیلی را که توسط حماس در نصیرات اسیر بودند، از جمله نوحا ارگمانی، نجات دادند. سخنگوی ارتش اسرائیل اظهار داشت که گروگان‌ها توسط تروریست‌های مسلح محافظت می‌شدند و در میان غیرنظامیان غزه پنهان شده بودند. وزارت بهداشت غزه گزارش داد که در حملات هوایی اسرائیل به اردوگاه پناهندگان، حداقل ۲۷۴ فلسطینی کشته و ۶۹۸ نفر زخمی شده‌اند که باعث خشم بین‌المللی شده و این حمله را قتل‌عام می‌دانند. این عملیات در دو مکان در نصیرات، جایی که گروگان‌ها نگهداری می‌شدند، یک مدرسه و یک بازار، انجام شد.

## جمعیت
| سال سرشماری | جمعیت  |
| ----------- | ------ |
| ۲۰۰۷        | ۲۸٫۰۹۳ |
| ۲۰۱۷        | ۳۱٫۷۴۷ |